# Tustogłowy
Tustogłowy (ukr. Тустоголови) – wieś na Ukrainie w rejonie tarnopolskim należącym do obwodu tarnopolskiego.
Znajduje się tu przystanek kolejowy Tustogłowy, położony na linii Tarnopol – Lwów.
W czasie okupacji niemieckiej polscy mieszkańcy wsi Maria Bartosiewicz i jej syn Miron ukrywali dwoje Żydów, za co w 2019 roku Instytut Jad Waszem uhonorował ich tytułami Sprawiedliwych wśród Narodów Świata.
Do 2020 w rejonie zborowskim.